# Skyline (Automarke)
Die Skyline, Inc. war ein US-amerikanischer Automobilhersteller, der nur 1953 in Jamaica (New York City) ansässig war.

## Beschreibung
Der Skyline war ein zweitüriges Cabriolet mit zwei Sitzplätzen auf Basis des Henry J. Fahrgestell, Antrieb und der größte Teil der Karosserie stammten von Henry J, aber der Skyline war mit einem versenkbaren Hardtop versehen und trug das Reserverad unter einer Abdeckung an der Kofferraumklappe („Continental Spare Tire“). Der Kühlergrill stammte von einem Nash aus dem Jahre 1951 und das Armaturenbrett war – erstmals bei einem US-amerikanischen Automobil – gepolstert. Der Henry-J-Motor mit sechs Zylindern hatte einen Hubraum von 2638 cm³, war aber auf 85 bhp (62,5 kW) getunt.
Der nur 475 kg schwere Wagen kostete unter US$ 3000,–.